# Phoenix Open 1970
Il Phoenix Open 1970 è stato un torneo di tennis giocato sul cemento. È stata la 1ª edizione del Phoenix Open, che fa parte del Pepsi-Cola Grand Prix 1970. Si è giocato a Phoenix negli Stati Uniti, dal 12 al 18 ottobre 1970.

## Campioni

### Singolare
Stan Smith ha battuto in finale  Jim Osborne con il punteggio di 6–3, 6–7, 6–1

### Doppio
Dick Crealy /  Ray Ruffels hanno battuto in finale  Jan Kodeš /  Charlie Pasarell con il punteggio di 7–6, 6–3